# Tachydromia tuvinica
Tachydromia tuvinica är en tvåvingeart som beskrevs av Igor Shamshev 1994. Tachydromia tuvinica ingår i släktet Tachydromia och familjen puckeldansflugor. Inga underarter finns listade i Catalogue of Life.